# امیلین (بازیکن فوتبال، زاده مه ۱۹۱۲)
امیلین (انگلیسی: Emilín; ۲۵ مهٔ ۱۹۱۲ – ۲۹ دسامبر ۱۹۸۹) بازیکن فوتبال اهل اسپانیا بود.
از باشگاه‌هایی که در آن بازی کرده‌است می‌توان به باشگاه ورزشی سن لورنسو آلماگرو و باشگاه فوتبال رئال مادرید اشاره کرد.
وی همچنین در تیم‌های ملی فوتبال اسپانیا و باسک بازی کرده‌است.